# Charles du Souich

a Compétitions nationales et continentales officielles uniquement.

b Matchs officiels uniquement.
Dernière mise à jour le 26/12/2019.
 Charles Judas du Souich, né le 7 mai 1890 à Tours et mort le 11 août 1970 à Sedan, est un joueur de rugby à XV qui joue avec l'équipe de France et au SCUF au poste de centre. 

## Carrière
Il dispute les deux derniers matches du Tournoi des Cinq Nations 1911 face au pays de Galles et contre l'Irlande. En club, il joue avec le SCUF avec lequel il dispute deux finales du championnat de France en 1911 et en 1913.
Charles du Souich fait son retour au SCUF en 1920, après 7 ans sans avoir joué.

## Palmarès
- Finaliste du championnat de France avec le SCUF en 1911 et 1913.

## Statistiques en équipe nationale
- Deux sélections en équipe de France.
- Participation à un Tournoi en 1911.